# Issoria tenonia
Issoria tenonia är en fjärilsart som beskrevs av Hans Fruhstorfer 1912. Issoria tenonia ingår i släktet Issoria och familjen praktfjärilar. Inga underarter finns listade i Catalogue of Life.